# Bob Fosko

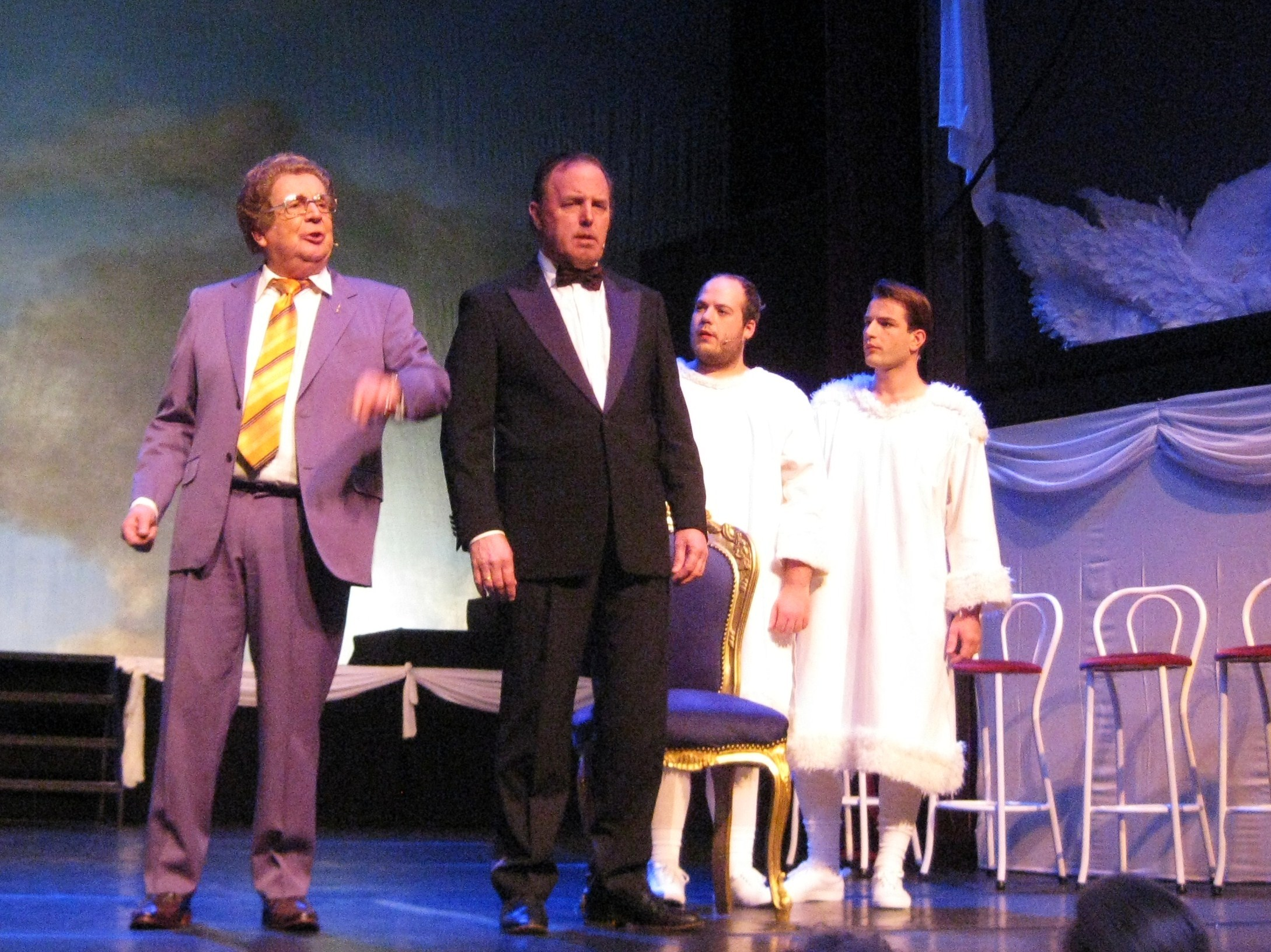
Rob van de Meeberg als Johnny Jordaan en Bob Fosko (midden) als Willy Alberti in de musical "Kerstfeest in de Jordaan"

Bob Fosko, pseudoniem van Geert Timmers (Baarn, 4 oktober 1955 – Amsterdam, 28 februari 2020) was een Nederlands muzikant, tekstschrijver, acteur, recensent, producer, presentator en programmamaker.

## Fosko
De keuze voor de artiestennaam "Fosko" werd geïnspireerd door de pseudoniemen die Wim T. Schippers verzon voor de acteurs in zijn voor de VPRO geschreven televisieserie Het is weer zo laat! Zij kregen allen familienamen die aan Nederlandse chocolademerken herinnerden, zoals "Boy Bensdorp", "Karlheinz Lindt", "Ada Blooker", "Waldo van Dungen" en "Thea Venz". "Fosko" was ook zo'n bekend klinkende naam, dankzij de chocoladedrank van het merk Fosco, van voor de Tweede Wereldoorlog. Deze "overheerlijke alcoholvrije drank", zoals de fabrikant van Fosco het destijds in advertenties aanprees, was zo populair dat de merknaam "Fosco" een synoniem werd voor iedere chocoladedrank.

## Leven en dood
Geert Timmers werd geboren te Baarn. Hij werd afgekeurd voor militaire dienst "wegens non-coöperatief gedrag, lichte hartruis en een lui oog". Hij voltooide de Academie voor Expressie in Utrecht en ontmoette daar zijn latere vrouw, de tv-editor Vera Jong. Zij hebben drie kinderen. Begin 2019 hoorde Timmers dat hij ongeneeslijke slokdarmkanker had. Niettemin maakte hij daarop een – reeds geplande – afscheidstournee met De Raggende Manne. In het programma Pauw van 18 juni 2019 zong hij met zijn dochter Ella, zijn lied Het Klopt, dat impliciet over zijn naderende einde verhaalt. Op 28 februari 2020 overleed hij aan de gevolgen van zijn ziekte en werd hij groots uitgeleide gedaan met optredens door tientallen collega's tijdens een bijeenkomst in de muziektempel het Bimhuis te Amsterdam. Het blad Nieuwe Revu herdacht hem met een speciale editie, met daarin zijn columns voor het blad en zijn foto op de voorpagina met daarop de tekst: "Dag Bob!" 
Hij werd gecremeerd en zijn as is begraven op de Nieuwe Ooster in Amsterdam.

## Fosko's formaties

### De Raggende Manne
Fosko formeerde gedurende zijn loopbaan diverse bands en brak door met de Nederlandstalige band De Raggende Manne, toen hij daarmee in 1992 de CJP Podiumprijs won. In 1995 trad de band op in de eerste aflevering van de Lullo's van Jiskefet, waarin ze het nummer Poep in je hoofd speelden. Na diverse cd's en bijna-hits, en door de zelf veroorzaakte herrie en extase, uitputtende tournees, besluit hij in 1999 te stoppen met De Raggende Manne. Omdat voortdurend verzocht werd of de Raggende Manne, en vooral hun iconische nummers als Poep in je hoofd of Bruine arreme nog eens zouden kunnen worden opgevoerd, besloot Fosko in 2018 tot het maken van een nieuwe release, met allemaal nieuwe nummers, op groen dubbelvinyl, met als bezetting Bob Fosko (stem), Louis ter Burg (bas), Theo Slagter (gitaar), Palli Gudmundsson (drums) en Arnold Smits (gitaar), onder de titel Alles Kleeft.
In 2019 hield de band een afscheidstournee door het gehele land. Daarbij werd Bob Fosko, die vlak voor het begin van de tournee te horen kreeg dat hij slokdarmkanker had, bijgestaan door collega's, die een deel van zijn repertoire uitvoerden.

### Hakkûhbar
Intussen behaalde Fosko in 1996 samen met Ruben van der Meer, Bart Vleming, Ad de Feyter en Ewart van der Horst onder de naam Hakkûhbar een hit met het happy hardcorenummer Gabbertje, waaraan ze echter niets verdienden omdat de muziek van de tune van het NCRV-kinderprogramma Swiebertje gebruikt werd. Er wordt wel beweerd, dat door deze parodie op de gabber-scene de gabber-hype zo kinderachtig werd bevonden, dat deze daarop een zachte dood stierf.
De regisseurs Benjamin Landshoff en Martin Koolhoven maakten voor Hakkûhbar een aantal videoclips, waarin de kinderen van Fosko overtuigende gabbers neerzetten. In 1997 kwam een film uit met de titel Vet Heftig (eveneens geregisseerd door Koolhoven). In 2004 kwam de film uit op dvd.

### Gorelev
In 1999 formeerde hij met o.a. Pierre van Duijl en Jan-Paul van der Meij de band Gorelev, die in 2004 ten grave werd gedragen met het lied Ik ga door!

### De Parade
Op het fameuze zomerevenement De Parade trad hij vele malen op met gelegenheidsformaties. In 2004 trad hij op met de band van Corrie van Binsbergen, Corrie en de grote Brokken in een programma met een mix van progressieve pop, jazz en poëzie. Maar ook bijvoorbeeld met het programma Muziek om bij over te geven met Hans van den Burg en Beatrice van der Poel, en tweemaal met het programma Nog Meer Rottigheid  met Pierre van Duijl en Maarten van Roozendaal. Dat programma werd in 2006 bekroond met De Mus, de prijs voor het beste optreden tijdens De Parade.

### Hard Rock Karaoke
Na een bezoek aan New York in 2004, waar hij iets dergelijks gezien had, organiseerde hij – inmiddels in maandelijkse frequentie – Hard Rock Karaoke-avonden in het Café pakhuis Wilhelmina in Amsterdam. Hier konden de betere amateurs bekende hardrocknummers zingen met een liveband bestaande uit Martijn Bosman, David Hollestelle, Arnold Smits en Thijs Vermeulen.

### De Groep Fosko (de band) ende Fosko(de muziek)
In de zomer van 2005 nam hij, in slechts vijf dagen, met een aantal bevriende popmuzikanten uit Nederland in zijn geïmproviseerde studio te Chevadot, Frankrijk, een cd op met 14 nummers, in een niet-te-plaatsen genre muziek; bij die gelegenheid door Martijn Bosman, de Fosko gedoopt. Behalve voormalig Kane drummer Martijn Bosman, werkten mee: Nico Brandsen op hammondorgel, Wouter Planteijdt en Thijs Vermeulen op gitaar en basgitaar, Dionys Breukers als toetsenist en Rudi de Graaff met percussie. Deze cd, Omgekomen in Overschot kwam uit in mei 2006. De bijbehorende dvd, Fosko fume une pipe met een reportage van de making-of van de cd, werd toen uitgezonden door de NPS-televisie. In 2007 nam dezelfde formatie op dezelfde locatie een nieuwe cd op, getiteld Gat in de Markt. Muziekstijl de Fosko werd bij die gelegenheid nader omschreven als "Nederlandstalige jazz"; met o.a. teksten van auteurs als Jan Arends en Armando. De groep Fosko maakt begin 2008 een tournee langs Nederlandse theaters. Twee weken na zijn overlijden verschijnt van Groep Fosko het album Van iets maken word je blij.

## Overige projecten
Fosko zingt mee in het nummer Regels van de Nederlandstalige ska-band De Hardheid. Hij speelde samen met dichter Nico Dijkshoorn en Hoopdanseres Karin de Wit de hoofdrol in een videoclip van Hoopla! van Sven Hammond Soul met Patt Riley. In 2008 had hij voor het Europees Kampioenschap voetbal een hitje met het nummer De bal moet in het net geïnspireerd op de muziek van het nummer You Ain't Seen Nothing Yet van Bachman Turner Overdrive.

## Politiek
Uit onvrede met de in zijn ogen harteloze Nederlandse politiek en het consumentisme schreef hij een aantal campagneliederen voor de SP samen met o.a. Karel Glastra van Loon, Jan-Paul van der Meij en Wouter Planteijdt. In 2004: Een mens is méér met Nico Brandsen, op tekst van Karel Glastra van Loon. Later Stuur een waakhond naar Brussel bij gelegenheid van de verkiezingen voor het Europees Parlement. Driewerf NEE tegen de Europese grondwet. Hotel Verdonk tegen het vermeende gebrek aan empathie van minister Rita Verdonk. Voor de Tweede Kamerverkiezingen van november 2006 zong Fosko met zijn vaste begeleiders Jan en Alleman, het lied NU SP op tekst van Jan Boerstoel. Tevens werd er een video-clip van gemaakt met opnamen rond de SoeP-mobiel van Joep van Lieshout; een enorme polyester vleestomaat op wielen, van waaruit tomatensoep naar receptuur van Johannes van Dam door Fosko werd uitgereikt aan passanten op de Dappermarkt in Amsterdam. Voor de gemeenteraadsverkiezingen van 2010 schreef Bob Fosko het lied Jij, Ik, Wij, SP. Voor de landelijke verkiezingen van 2010 schreef hij Grote Schoonmaak.
In 2007 vroeg Fosko aan passanten in twee winkelstraten in Amsterdam en Rotterdam waar Afghanistan ligt. De helft van de mensen bleek het te weten. Maar zij wisten ook dat daar Nederlandse militairen een NAVO-vredesmissie vervullen, die door de meeste ondervraagden een zinloze vechtmissie werd genoemd. De SP zond deze vraaggesprekjes uit in de Zendtijd Politieke Partijen.
Op 14 december 2019 heeft Bob Fosko op het SP-partijcongres de Gouden Tomaat gekregen, de hoogste onderscheiding van de SP, vanwege zijn muzikale ondersteuning van de partij. Hij bedankte met zijn nummer Ik ga door!

## Acteur
De acteursloopbaan van Fosko begon in 1982 met het spelen van boevenrollen in gesimuleerde confrontaties met de politie voor de opleiding aan de Politieacademie. Midden jaren 80 speelde hij getraumatiseerde patiënten voor het Instituut voor Psychotrauma van Utrecht.
Op het toneel speelde hij eind jaren 80 diverse rollen in Ubu. Ook speelde hij later in het stuk Hondje van Rieks Swarte de rol van vader, in 1998. In de Nederlandse versie van Een luizenleven uit 1998 sprak Fosko de stem in van Francis. 
Hij speelde in 2003–2004 Jake Blues in The Official Tribute to The Blues Brothers, samen met Frans van Deursen als tegenspeler. En in 2006 in een reprise met als tegenspeler Jim de Groot. In 2004 had hij een gastrol in ZOOP als ordinaire man. In het seizoen 2004–2005 speelde hij de straatmuzikant De Mop in de Van den Ende-musical De Jantjes naar Herman Bouber (1920).
Hij speelde in 2006–2007, in een versie van My Fair Lady, de rol van Doolittle. In 2008–2009 speelde hij in het kindermuziekstuk Ik wil alles van Alexander Schreuder, gebaseerd op de animatieserie Wensdroom van Jola Hesselberth met muziek van Henny Vrienten.
Verder had hij verschillende gastoptredens in films van Martin Koolhoven, met wie hij bevriend was.
Ook leende hij zijn diensten aan diverse reclames, zo is het Fosko die in het reclamespotje van Cup-a-Soup roept: "Vier uur. Cup-a-Soup. Dat zouden meer mensen moeten doen!". Hij speelde ook de vader in het reclamespotje van de Volkswagen Transporter, bekend van het zoontje dat steeds "Waarom?" vraagt. In een andere reclame speelt hij een regisseur, die bezig is een reclame op te nemen in de woestijn voor Appel Kameel vla. Na een telefoontje blijkt dat de reclame eigenlijk over Appel Kaneel vla moet gaan.

## Auteur
Behalve slogans, zoals op T-shirts "WAT DOE IK HIER ?",en -tegen de apartheid- "IK NIE APART NIE", schreef hij columns in diverse bladen zoals Nieuwe Revu, Rails en zijn eigen website, schreef Fosko heel veel songteksten voor zijn diverse muziekformaties, en een boek: Sodemieter op !!, over de geschiedenis van De Raggende Manne (1988–1999).

## Televisie
Hij speelde diverse boefachtige gastrollen in Nederlandse politieseries, zoals Blauw blauw, Baantjer, Unit 13 en Bureau Kruislaan. Hij was ook te zien in de televisieserie Flodder eind jaren 90. In 1993 speelde hij een piepklein rolletje in In voor en tegenspoed (seizoen 2, aflevering 3) als GEB monteur. In de aftiteling wordt zijn echte naam (Geert Timmers) vermeld.
Van 1994 tot en met 1996 presenteerde hij een tweewekelijks televisiemagazine web voor de VPRO, met uitleg en reportages over nieuwe ontwikkelingen in de informatica.
Hij had in 2000 een gastrol in de serie Hij en Julia als zwerver. In de aftiteling werd zijn echte naam, Geert Timmers, vermeld. Van 2002 tot 2017 en in 2019 was hij jaarlijks te zien in Het Sinterklaasjournaal als Pietje Precies. Ook was hij een aantal jaar teamcaptain in de door Bart Peeters gepresenteerde AVRO popquiz Toppop Yeah samen met Angela Groothuizen. In 2017 was hij kandidaat voor (de zomerversie van) De Slimste Mens, waarin hij – tot in de finaleweek – vijfmaal terugkeerde. In augustus 2020 was Bob Fosko zelf het onderwerp van een vraag in De Slimste Mens.
Fosko was in 2016 te zien als Nico Versteeg in Goede tijden, slechte tijden als een aan lager wal geraakte spoorwegtopman. In dat jaar trad hij ook op als Willy Alberti in Kerstfeest in de Jordaan in Het Zonnehuis in Amsterdam-Noord.
In 2017 en 2019 speelde Fosko in de televisieserie Het geheime dagboek van Hendrik Groen de morsige kok van het verzorgingshuis. In 2019 speelde hij nog een klein rolletje als verhuizer in de moderne versie van Kees & Co.
In oktober 2020 zond de NTR een documentaire uit over zijn laatste levensjaar, getiteld Fosko! Van iets maken word je blij, waarin regisseur Eric Blom en producent Monique van Welzen optrekken met "acteur, muzikant, schrijver, activist, vader, opa, vriend, beeldend kunstenaar, trompettist en krokettenspecialist Bob Fosko".

## Lijstjes
Bob Fosko trad op in:
- Blunt Axe (1992), vocalen (hit: Ben d'r helemaal klaar voor!)
- Corrie & De Grote Brokken, zang
- De Grote Muf, zang
- De Raggende Manne, trompet, zang
- De Raskals, zang
- De Steile Wand, zang
- Gorelev, percussie, zang
- Hakkûhbar, zang
- Scratch, zang
- The Official Tribute to The Blues Brothers, zang

Was tekstschrijver voor:
- 1999 Daniël Boissevain Thuis
- 2001 Kinderen Voor Kinderen Kinderen Voor Kinderen 22

Was gastmuzikant bij:
- Jiskefet met het nummer: Poep in je hoofd
- 1996 KOR & de Amigo's met: Zittie JaJa
- 1998 Jazzmeteors met: Kikke
- 2000 Party Animals met: Holland Moet Winnen!
- 2000 Band Zonder Banaan met: Eeuwig Duurt Het Langst
- 2001 Def P & Beatbusters met: Placebo
- 2002 Cornelis Vreeswijk – Een Hommage
- 2003 Amsterdam Klezmer Band met Hou Jij Maar Je Bek
- 2006 De Hardheid met Regels